# شلانگن
شلانگن (به آلمانی: Schlangen) یک شهر در آلمان است که در لیپه واقع شده‌است. شلانگن ۸٬۹۷۳ نفر جمعیت دارد.